# Pantene
Pantene est une marque de shampooings appartenant à Procter & Gamble (P&G).
En 2014, la marque choisit Gisele Bündchen comme sa nouvelle égérie.
En 2016, la marque choisit Priyanka Chopra comme sa nouvelle égérie.
En 2021, lors d'une campagne publicitaire, la marque met en scène une petite fille trans auprès de ses parents, un couple lesbien,.